# Patrik Johansson (skådespelare)
Leif Patrik Johansson, född 3 januari 1972 i Överjärna, Södermanland, är en svensk skådespelare.

## Filmografi
- 1995 – En uppgörelse i den undre världen
- 1997 – Vildängel
- 1999 – Lusten till ett liv
- 2000 – Knockout
- 2002 – Svenska slut (TV-serie)
- 2004 – Fem minuter till döden
- 2004 – Kung Konrad
- 2004 – 6 Points
- 2006 – Möbelhandlarens dotter (TV-serie)
- 2009 – Träskändan jullovsmorgon (TV-serie)
- 2015 – Miraklet i Viskan (TV-serie)